# Ryandan

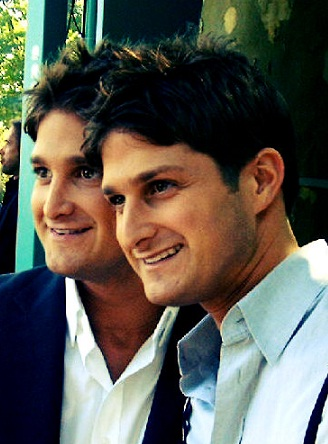

RyanDan, formellt RyanDan är en kanadensisk musikgrupp med två medlemmar, enäggstvillingarna Ryan och Dan Kowarsky. Deras musik är en blandning av pop, opera och klassisk. Ursprungligen kommer de från Toronto, men de är nu baserade i London, England.

## Biografi
Enäggstvillingarna Ryan och Dan Kowarsky föddes den 5 december 1979. De var de yngsta av fem barn i en judisk familj, som växte upp i grannskapet Thornhill, norr om Toronto. Deras far, Paul, en sydafrikan som betjänade King David Linksfield (en judisk dag skola i Johannesburg, Sydafrika), är en talangfull operasångare som ofta sjöng som kantor i synagogorna både i Sydafrika och efter invandrandet till Kanada. I high school, delade Ryan och Dan huvudrollen i skolan produktion av Joseph and the Amazing Technicolor Dreamcoat. Vid 17 års ålder, presenterade de sig på kontoren hos Sony Music Kanada, och uppmärksammades av skivbolagets chefer när de sjöng "Show Me the Way to Go Home" i receptionen. [2] De fick ett kontrakt med ett skivbolag strax efter att ha bildat pojkbandet B4-4 tillsammans med deras vän Ohad Einbinder. De fick en Juno Award-nominering 2001 för bästa nya grupp, men förlorade mot Nickelback.
Slutligen ville de odla ett mer vuxet ljud och fans, och 2006 flyttade de till London för att fortsätta sin karriär. De spelade in sitt album RyanDan med producenten Steve Anderson, som har arbetat med Kylie Minogue och Paul McCartney. Deras chef är Richard Beck, som har tagit hand Shania Twain, 5ive och Midge Ure bland andra.
Deras album gav dem skillnaden av att vara den första enäggstvilling duo ha en topp-tio album på den brittiska listorna.
De citerar operasångerskan Mario Lanza har ett starkt inflytande i sin musik. Deras låt "Tears of an Angel" var inspirerad av förlusten av deras fyraåriga systerdotter, Tal, som dog av en hjärntumör under inspelningen av deras album.

## Diskografi

### Musikalbum
- 2007: RyanDan - nummer 7 på den brittiska albumlistan (Gold certifiering), 9 i Kanada (Gold certifiering), 4 i Hongkong (Gold certifiering).
- 2008: RyanDan - släpptes i USA av Decca den 8 april.
- 2010: Silence Speaks - kommande andra album som kommer att släppas 4 maj.

### Singlar
- 2007: "Like the Sun"
- 2007: "The Face" - Kanada.
- 2007: "High / O Holy Night" - endast Storbritannien.
- 2009: "Is Love Enough (To Save The World)" - Kanada.
- 2009: "Open Arms"